# Coton FC de Ouidah
El Coton Football Club és un club de futbol beninès de la ciutat de Ouidah.
El club va ser fundat el 1999 com a Taneka FC a Natitingou, i esdevingué Coton FC quan fou adquirit per Coton Sport Benin, un consorci propietat de la Cotton Development Company (SODECO).

## Palmarès
- Lliga beninesa de futbol: [2]
  - 2022 , 2023, 2024